# Албиница
Албиница (рум. Albinița) — село в Новоаненском районе Молдавии. Наряду с сёлами Берёзки, Новый Гырбовец, Русены и Соколены входит в состав города Анений-Ной.

## География
Село расположено на высоте 19 метров над уровнем моря.

## Население
По данным переписи населения 2004 года, в селе Албиница проживает 370 человек (181 мужчина, 189 женщин).
Этнический состав села:
| Национальность | Количество чел. | Процент |
| -------------- | --------------- | ------- |
| молдаване      | 198             | 53,5 %  |
| украинцы       | 84              | 22,7 %  |
| русские        | 73              | 19,7 %  |
| болгары        | 8               | 2,2 %   |
| прочие         | 7               | 1,9 %   |
| Всего          | 370             | 100 %   |